# Oligoclada rubribasalis
Oligoclada rubribasalis là loài chuồn chuồn trong họ Libellulidae. Loài này được von Ellenrieder & Garrison mô tả khoa học đầu tiên năm 2008.